# Konstantinos Kenteris
Konstantinos (Kostas) Kenteris  (Grieks: Κωνσταντίνος Κεντέρης) (Mytilini, 11 juli 1973), is een Griekse atleet, die is gespecialiseerd in de 200 en de 400 m. Hij nam eenmaal deel aan de Olympische Spelen en won bij die gelegenheid een gouden medaille op de 200 m. Op dezelfde afstand werd hij een jaar later bovendien wereldkampioen.

## Biografie
Pas in 1999 nam Kenteris voor het eerst deel aan grote internationale wedstrijden. In 2000 kwalificeerde hij zich onverwachts voor de olympische finale op de 200 m. Alhoewel uittredend en olympisch kampioen Michael Johnson in het geheel niet deelnam aan deze Spelen en wereldkampioen Maurice Greene niet uitkwam op de 200 m, had toch niemand hem als de mogelijke winnaar getipt. Hij verraste de wereld door met een tijd van 20,09 s, een nieuw Grieks record, Darren Campbell (zilver) en Ato Boldon (brons) te verslaan. Hij kwam ook uit op de 4 × 100 m estafette, maar het Griekse team sneuvelde met 38,80 in de halve finale.
In 2001 won Kenteris de gouden medaille op de wereldkampioenschappen in Edmonton in 20,04. Een jaar later werd hij ook Europees kampioen op de 200 m in een tijd van 19,85.
Voor de Olympische Spelen van 2004 in Athene was hij voor het thuisland de grote hoop op een gouden medaille en werd hij ook getipt als aansteker van het olympisch vuur. Maar in de aanloop naar de Spelen kwam Kenteris herhaaldelijk niet opdagen voor een dopingtest. De laatste keer niet met zijn trainingspartner Ekaterini Thanou, omdat ze bij een motorongeval betrokken zouden zijn geweest. De verdenking bestond dat de twee zich bewust van de dopingcontroles hadden onttrokken, wat voor het IOC gelijk staat aan een positieve dopingtest. Op 18 augustus kondigden beide atleten, na een verhoor van de disciplinaire commissie van het IOC, aan dat ze niet zouden deelnemen aan de Spelen.

## Titels
- Olympisch kampioen 200 m - 2000
- Wereldkampioen 200 m - 2001
- Europees kampioen 200 m - 2002
- Balkan kampioen 400 m - 1996, 1999,
- Grieks kampioen 100 m - 2001, 2004
- Grieks kampioen 200 m - 1999, 2002
- Grieks kampioen 200 m - 1991, 1992, 1993, 1998, 1999

## Persoonlijke records
Outdoor
| Onderdeel | Prestatie | Datum           | Plaats       |
| --------- | --------- | --------------- | ------------ |
| 100 m     | 10,15 s   | 23 juni 2001    | Bremen       |
| 200 m     | 20,03 s   | 9 augustus 2002 | München      |
| 400 m     | 45,60 s   | 27 juni 1998    | Thessaloniki |

Indoor
| Onderdeel | Prestatie | Datum            | Plaats |
| --------- | --------- | ---------------- | ------ |
| 300 m     | 32,99 s   | 23 januari 1999  | Pireás |
| 400 m     | 46,36 s   | 13 februari 1999 | Pireás |

## Prestaties

### Kampioenschappen
| Jaar | Wedstrijd      | Plaats   | Resultaat | Onderdeel |
| ---- | -------------- | -------- | --------- | --------- |
| 1992 | WK junioren    | Seoel    | 6e        | 200 m     |
| 2000 | OS             | Sydney   | 1e        | 200 m     |
| 2001 | WK             | Edmonton | 1e        | 200 m     |
| 2002 | EK             | München  | 1e        | 200 m     |
| 2003 | SPAR Europacup | Florence | 1e        | 200 m     |

### Golden League-podiumplaatsen
| Jaar | Wedstrijd         | Plaats | Resultaat | Onderdeel | Tijd    |
| ---- | ----------------- | ------ | --------- | --------- | ------- |
| 2001 | Weltklasse Zürich | Zürich | 3e        | 200 m     | 20,28 s |

1900: John Tewksbury ·
1904: Archie Hahn ·
1908: Bobby Kerr ·
1912: Ralph Craig ·
1920: Allen Woodring ·
1924: Jackson Scholz ·
1928: Percy Williams ·
1932: Eddie Tolan ·
1936: Jesse Owens ·
1948: Mel Patton ·
1952: Andy Stanfield ·
1956: Bobby Morrow ·
1960: Livio Berruti ·
1964: Henry Carr ·
1968: Tommie Smith ·
1972: Valeri Borzov ·
1976: Don Quarrie ·
1980: Pietro Mennea ·
1984: Carl Lewis ·
1988: Joe DeLoach ·
1992: Mike Marsh ·
1996: Michael Johnson ·
2000: Konstantinos Kenteris ·
2004: Shawn Crawford ·
2008: Usain Bolt ·
2012: Usain Bolt ·
2016: Usain Bolt ·
2020: Andre De Grasse ·
2024: Letsile Tebogo
1983 Calvin Smith ·
1987 Calvin Smith ·
1991 Michael Johnson ·
1993 Frankie Fredericks ·
1995 Michael Johnson ·
1997 Ato Boldon ·
1999 Maurice Greene ·
2001 Konstantinos Kenteris ·
2003 John Capel ·
2005 Justin Gatlin ·
2007 Tyson Gay ·
2009 Usain Bolt ·
2011 Usain Bolt ·
2013 Usain Bolt ·
2015 Usain Bolt ·
2017 Ramil Goelijev ·
2019 Noah Lyles ·
2022 Noah Lyles ·
2023 Noah Lyles